# Scopulariopsis koningii
Scopulariopsis koningii är en svampart som först beskrevs av Cornelius Anton Jan Abraham Oudemans, och fick sitt nu gällande namn av Paul Vuillemin 1911. Scopulariopsis koningii ingår i släktet Scopulariopsis och familjen Microascaceae.   Inga underarter finns listade i Catalogue of Life.